# Super Discount
Super Discount, è l'album di debutto del DJ e produttore francese Etienne de Crécy. Anche se nei credits delle tracce sono riportati diversi artisti, la maggior parte di questi, sono stati accreditati in quanto in collaborazione con de Crécy. L'album ha avuto anche una parte seconda nel 2004, con l'uscita del "sequel", Super Discount 2.

## Tracce
1. Le patron est devenu fou !  – 10:06 (feat.Minos Pour Main Basse (Sur La Ville))
2. Prix choc – 8:51 (Étienne de Crécy)
3. Super Disco – 6:34 (feat.Alex Gopher)
4. Soldissimo – 5:23 (feat. AIR)
5. Affaires à faire – 5:36 (feat. La Chatte Rouge)
6. Tout doit disparaître – 6:23 (feat.Minos Pour Main Basse (Sur La Ville))
7. Tout à 10 balles – 0:09 (feat.DJ Tall)
8. Liquidation totale – 6:17 (Étienne de Crécy)
9. Les 10 jours fous – 8:30 (feat.Mooloodjee)
10. Destockage massif – 3:39 (feat.Alex Gopher)
11. Fermeture définitive – 0:15 (Mr Learn)

1998 re-release disc 2
1. "Prix Choc (Ultra Dark Mix)" – 6:27 (Étienne de Crécy)
2. "Prix Choc (Ultra Bright Mix)" – 7:49 (Étienne de Crécy)
3. "Le Patron Est Devenu Fou! (Peace From Chicago Mix)" – 9:16 (feat.Minos Pour Main Basse (Sur La Ville))
4. "Visible, Solution Pour Verres De Contacts" – 4:24 (feat.Mr Learn & Fisherman)

## Critica
Nel 1997, la rivista Q, ha classificato l'album nella loro lista de "I 25 migliori album dance di sempre".